# Župní dům (Nitra)
Župní dům je dvoupatrová palácová budova postavená v Nitře na rozhraní Dolního a Horního města. Nachází se na župním náměstí. Dnes v prostorách župního domu sídlí Nitranská galerie spolu s předsedou Nitranského samosprávného kraje.

## Historie
Původně byl župní dům barokní stavba a později ho celý přestavěli do secesní podoby podle projektu V. Cziglera. Barokní vliv připomíná široké lomené schodiště, nástěnné bordury v reprezentačních prostorách. Budova byla sídlem nitranské župy až do roku 1945. Působil zde i slovenský spisovatel Janko Jesenský ve funkci župana. Poté se jejím hlavním uživatelem se stala Nitrianska galerie. Budova se svým východním okrajem opírá o obranný val zvaný Horný Palánok, kde je galerijní zahrada. V zahradě se konají kulturní akce, koncerty, výstavy, večery u fontány.